# 레오나르도 스바라글리아
레오나르도 스바라글리아(Leonardo Sbaraglia, 1970년 6월 30일 ~ )는 아르헨티나의 배우이다.

## 출연 작품
- 히어로는 없다 - 파코 역